# Internet Research Task Force
Internet Research Task Force（IRTF）は、Internet Engineering Task Force (IETF) の姉妹団体であり、「長期的視野で小規模の研究グループにより、インターネットのプロトコル、応用、アーキテクチャ、技術など、インターネットの未来の革新に重要と思われる研究を推進する」組織である。
インターネットとその関連技術の長期的な課題に取り組む研究グループ群から構成される。現在の研究グループの一覧はIRTFのホームページにある。
IRTF は Internet Research Steering Group (IRSG) によって監督されており、これはちょうど Internet Engineering Steering Group (IESG) が IETF を監督するのと同じ関係にある（IESG/IETF は短期的な技術的課題を扱う）。IRTF の責任者はインターネットアーキテクチャ委員会 (IAB) が2年ごとに任命する。現在の IRTF 責任者は Aaron Falk。